# Прибульці 2: Коридори часу
«Прибульці 2: Коридори часу» (фр. Les visiteurs 2: Les couloirs du temps) — французький фільм 1998 року. Продовження фільму «Прибульці» (1993). Актори залишилися тими ж, за винятком ролі Беатріс, яку замість Валері Лемерсьє зіграла Мюріель Робін.

## Сюжет
Фільм є продовженням першої частини.
Годфруа де Монмірай повертається в минуле в потрібний момент і запобігає смерті свого тестя, змінивши напрямок стріли арбалету і поціливши в відьму. Також в Середньовіччя потрапляє Жакар, якого приймають за Жакуя. Але весілля Годфруа і Френегонди знову не може відбутися. Справа в тому, що до переміщення в XX століття Жакуй вкрав коштовності батька Френегонди і скористався ними в майбутньому. Через це герцога засмоктує в коридори часу. Годфруа бере на себе відповідальність за те, що трапилося. Жакар тим часом потрапляє в руки до інквізитора і засуджується до спалення на багатті. Але Годфруа рятує його посилаючись на закон. Коли граф де Монмірай розуміє, що перед ним стоїть нащадок Жакуя він таки погоджується на допит інквізитора Жакара, але з його присутністю.
У XX столітті Жакуй разом з Жаннет намагаються обміняти коштовності на гроші. Беатріс, вирішивши, що Жаннет теж з Середньовіччя, намагається повернути її та Жакуя назад. Але відправити вдається тільки Жакуя. Чоловік Беатріс — Жан П'єр також потрапляє в Середньовіччя, випивши чарівне зілля, яке було в гарячому шоколаді. Коштовності у Жаннет відбирає приїхавша колишня дружина Юбера, яка дізналася про недавнью появу свого «чоловіка». Після битви з герцогом де Львіні граф Годфруа рятує свого слугу. Годфруа розуміє, що коштовності вкрав Жакуй (це видно, бо Жакуй надів на руки персні герцога). Разом вони рятують Жакара від інквізиторських тортур, таким чином виганяючи інквізитора з міста. Після Годфруа, Жакуй та Жакар знову відправляються в XX століття.
Графа де Монмірая і Жакуя звинувачують в примусовому ув'язненні сержанта Жибона в клітку й везуть до лікарні. Там їх зустрічає капітан Батарде й вони разом проводять допит сержанта Жибона та Жакара. Через брак доказів капітан Батарде звільнює їх від цих звинувачень. Годфруа зустрічається з дружиною Юбера Корою і погоджується бути присутнім на весіллі її дочки, яка з дитинства не бачила свого батька. Жан П'єр теж потрапляє в XX століття з допомогою Евсебіуса. Тим часом Жакар безуспішно намагається довести капітану Батарде, що був в Середньовіччі. Годфруа шукає Жакуя, щоб забрати його з собою, не дивлячись на те, що останній як і раніше не бажає цього. Але обманом випивши зілля, він теж зникає. Правда Беатріс, сама того не знаючи, додала зайвий компонент в зілля, в результаті чого герої знову відправляються не в свій час, а саме, в 1793 рік, в самий розпал Французької революції…

## У ролях
- Жан Рено — граф де Монмірай (Годфруа де Папінкур);
- Крістіан Клав'є — пройдисвіт Жакуй, нащадок Жакуя, Жакар, Проспер Гнойовик;
- Мюріель Робін — наречена графа де Монмірая в минулому, Френегонда, дружина Жана П'єра в 1993 році Беатріс;
- Марі-Анн Шазель — бродяга, Жанетт;
- Жан-Люк Карон — Ганелон;
- Крістіан Бюжо — чоловік Беатріс Жан П'єр

## Слогани
- Це знову повториться!
- Оке!!!
- Неперевершено мессіре!
- Привіт нащадку
- Краще смерть, ніж поразка
- Лайно!
- Привіт синку